# Шимла
Ши́мла, или Симла (хинди शिमला, англ. S(h)imla) — город в северной Индии, столица штата Химачал-Прадеш. Горноклиматический курорт, важный туристический центр. В 1864 году Шимла стала летней столицей Британской Индии, сменив Марри (город, расположенный к северо-востоку от Равалпинди). После обретения Индией независимости город стал столицей штата Пенджаб, а затем штата Химачал-Прадеш.
В Шимле расположено несколько колледжей и научно-исследовательских институтов. Город известен своими храмами и дворцами, часто фигурирует в произведениях Киплинга. Многие здания в городе построены в неотюдорском и неоготическом стиле.
В Шимле, расположенной в горах, с 2005 года проводятся гонки на горных велосипедах — MTB Himalaya. Население — 170 тыс. жителей (2011).

## История
В XVIII веке большая часть территории современного города была покрыта густым лесом, за исключением территории, прилегающей к храму Джакху и нескольких жилым домам.

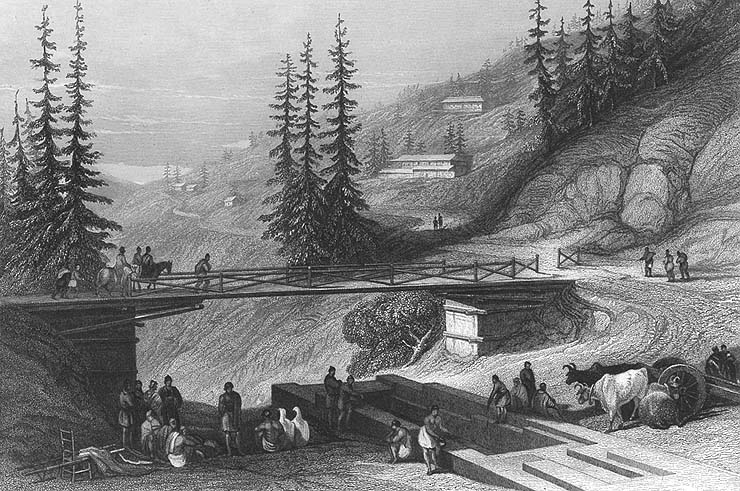
Мост. Шимла, 1850-е

В 1806 году территория современного штата Химачал-Прадеш по указанию визиря Бхимсена Тхапы была оккупирована непальцами. Британская Ост-Индская компания вернула контроль над территорией в результате англо-непальской войны (1814-1816). Махарадже Патиала, оказавшему поддержку британским войскам, были дарованы земли вокруг современной Шимлы. В 1826 году британские офицеры, привлечённые климатом Шимлы, относительно близким к лондонскому, начали проводить здесь летние отпуска. В 1827 году Шимлу посетил лорд Амхерст, генерал-губернатор Бенгалии. Год спустя здесь остановился лорд Комбермер, главнокомандующий британских войск в Индии. Во время его отдыха, были построены дорога в три мили и мост в районе Джакху. В 1830 году, британская администрация приобрела земли вокруг посёлка. После этого, посёлок стал бурно развиваться: если в 1830 году здесь было 30 домов, то в 1881-м — уже 1 141
В 1832 году город посетил преемник лорда Комбермера — граф Далхаузи. После этого город стали регулярно посещать генерал-губернаторы и главнокомандующие войсками Британской Индии. Шимла становится местом проведения балов и торжеств. Здесь были открыты школы для представителей высшего сословия. К концу 1830-х Шимла становится местом проведения выставок и театральных постановок. В город прибывают индийские бизнесмены, в основном, из числа парсов и судов. 9 сентября 1844 года в Шимле был заложен фундамент христианской церкви. Вскоре началось строительство дороги на Тибет, в 1851-1852 годах был прорыт 560-футовый тоннель. Великое индийское восстание 1857 года вызвало панику среди европейских поселенцев, однако практически не затронуло Шимлу.
В 1863 году генерал-губернатор Индии Джон Лоуренс принял решение о переносе летней столицы Британской Индии в Шимлу.
В течение летнего сезона, Шимла также являлась местом нахождения главнокомандующего британскими войсками в Индии и многих департаментов британской колониальной администрации. Британцы открыли в Шимле Alliance Bank, работавший в 1864—1923 годах. В 1876 году в Шимлу из Марри (современный Пакистан) переехала летняя столица администрации Пенджаба.
В 1906 году была открыта железнодорожная ветка Калка — Шимла. Эта узкоколейная дорога, прозванная «британской жемчужиной Востока», пролегла через 806 мостов и 103 тоннеля, став достижением инженерной мысли. В 2008 году она была внесена в список Всемирного наследия ЮНЕСКО, в составе объекта Горные железные дороги Индии.
В 1942—1945 в Шимле находилось колониальное правительство Бирмы в изгнании, поскольку в этот период Бирма находилась под японской оккупацией.
В Шимле существует довольно значительная мусульманская община, что связано с тем, что Шимла являлась столицей ещё объединённого Пенджаба и оставалась столицей индийского Пенджаба вплоть до переноса столицы в Чандигарх. В 1971 году после образования штата Химачал-Прадеш Шимла стала его столицей.

## Физико-географическая характеристика
Шимла расположена среди юго-западных отрогов Гималаев. Средняя высота над уровнем моря — 2397,59 метров. Протяжённость города с запада на восток — примерно 9,2 км. Самая высокая точка на территории города — гора Джакху (2 454 м над уровнем моря). Шимла расположена в зоне с высокой сейсмической опасностью. На территории города нет крупных водоёмов. Ближайшая река, Сатледж, расположена примерно в 21 км от города. Основные древесные породы, представленные в лесах вокруг города — сосна, гималайский кедр, дуб и рододендрон.. Высокую озабоченность вызывает угнетение лесов вследствие чрезмерного туризма и связанное с ним возрастание риска оползней.
Климат города — горный субтропический.
| Показатель                    | Янв. | Фев. | Март | Апр. | Май  | Июнь | Июль | Авг. | Сен. | Окт. | Нояб. | Дек. | Год  |
| ----------------------------- | ---- | ---- | ---- | ---- | ---- | ---- | ---- | ---- | ---- | ---- | ----- | ---- | ---- |
| Абсолютный максимум, °C       | 17,2 | 19,4 | 23,9 | 28,3 | 30,0 | 30,6 | 27,8 | 25,6 | 24,4 | 23,9 | 19,4  | 20,0 | 30,6 |
| Средний суточный максимум, °C | 8,3  | 8,9  | 13,9 | 18,3 | 22,2 | 22,8 | 20,6 | 19,4 | 19,4 | 17,2 | 13,9  | 10,6 | 16,3 |
| Средняя температура, °C       | 5,2  | 5,8  | 10,6 | 14,7 | 18,3 | 18,3 | 18,1 | 17,2 | 16,6 | 13,9 | 10,5  | 7,5  | 13,5 |
| Средний суточный минимум, °C  | 2,2  | 2,8  | 6,7  | 11,1 | 14,4 | 16,1 | 15,6 | 15,0 | 13,9 | 10,6 | 7,2   | 4,4  | 10,0 |
| Абсолютный минимум, °C        | −9,4 | −7,7 | −5,6 | 0,0  | 4,4  | 7,8  | 10,0 | 11,1 | 5,0  | 3,9  | 0,0   | −6,1 | −9,4 |
| Норма осадков, мм             | 61   | 69   | 61   | 53   | 66   | 175  | 424  | 434  | 160  | 33   | 13    | 28   | 1577 |
| Источник: WBCS                |      |      |      |      |      |      |      |      |      |      |       |      |      |

## Население
Согласно данным переписи населения 2011 года население Шимлы достигло 171 817 человек, из них мужчин 94 797 и женщин 77 020. Уровень грамотности — 94,14 %.
По состоянию на 2006 год уровень безработицы постепенно снижается: с 36 % в 1992 году до 22,6 % в 2006 году. Это снижение связано с недавней индустриализацией, ростом сферы услуг и образования.
Большинство населения города составляют уроженцы Химачал-Прадеша. Основными языками являются — пахари, хинди, пенджаби. Основной религией — индуизм (93,5 %), сикхи составляют 2,5 % населения. Также проживают христиане, буддисты и мусульмане.

## Экономика
Основными сферами занятости населения являются сферы туризма и государственного управления. Также значительное число жителей занято в образовании и обработке садоводческой продукции.

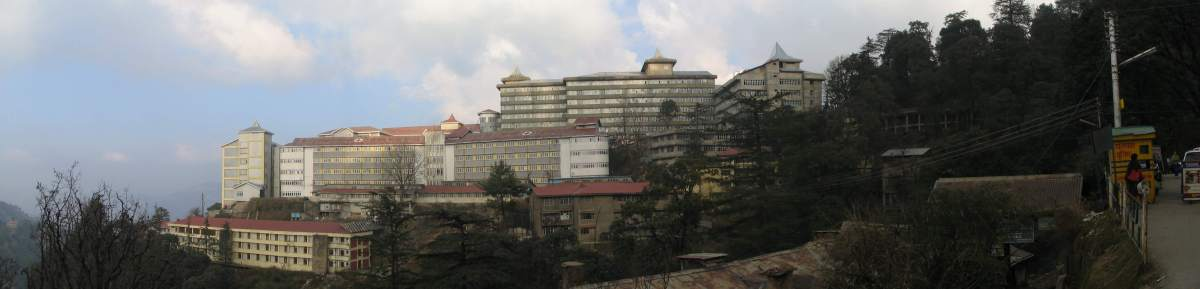
Медицинский колледж Индиры Ганди и госпиталь

Шимла является не только транспортным и торговым центром местного значения, но и важным медицинским центром. Генеральный план города предполагает его развитие как центра медицинского туризма.
Большой вклад в бюджета города вносит гостиничная отрасль. По состоянию на 2013 год Шимла лидирует в рейтинге индийских городов с лучшими отелями.
Правительство предпринимает попытки развития высокотехнологичного сектора и сферы информационных технологий, однако в настоящее время в Шимле расположено незначительное число компаний, связанных с этими отраслями.